# Andócides (alfarero)

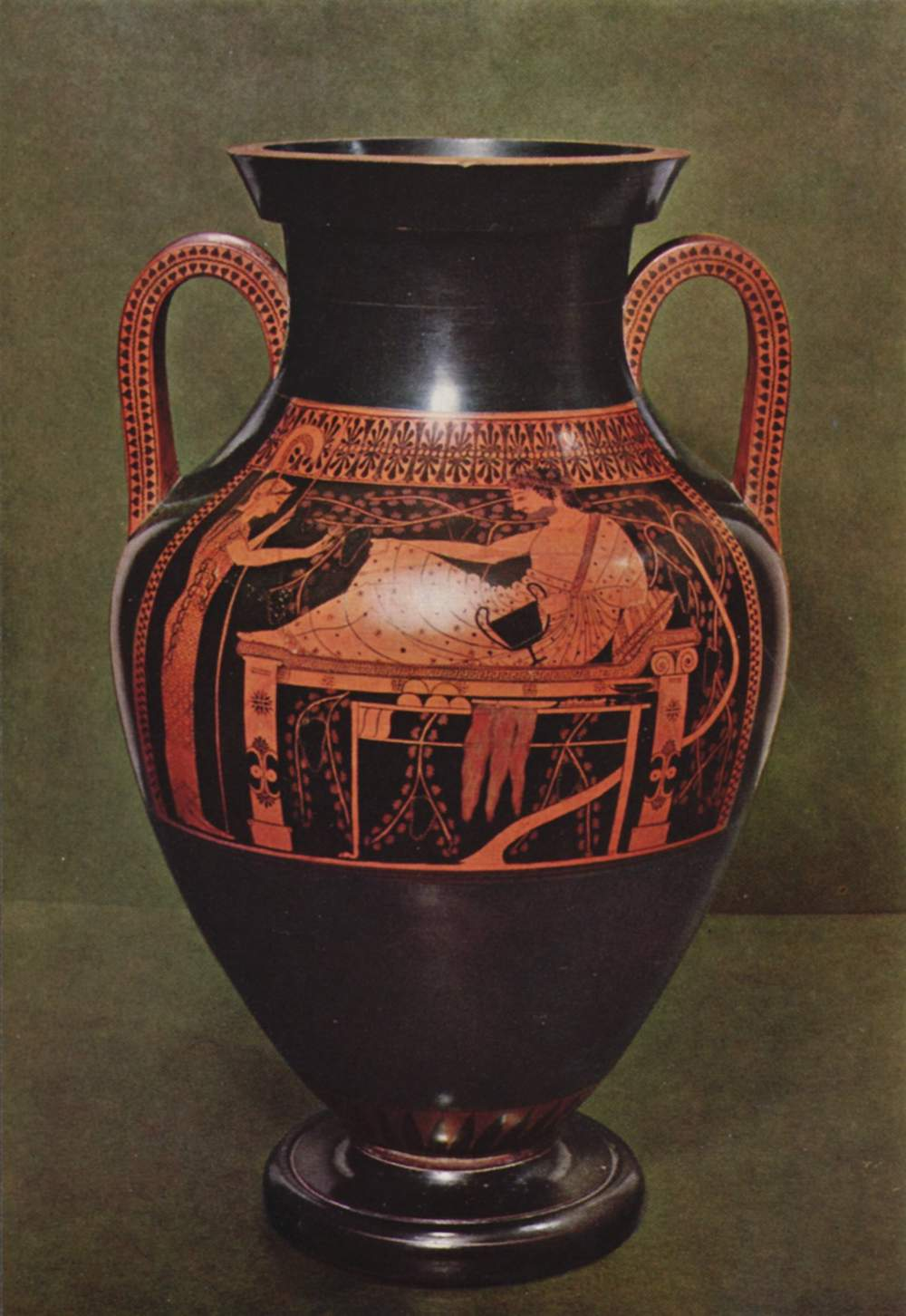
Hércules y Atenea. Figura en rojo en una ánfora ática 520–510 a. C.

Andócides (griego: Ανδοκίδης) fue un famoso alfarero de la Antigua Grecia. El pintor de sus vasijas fue un artista anónimo conocido como el pintor de Andócides, quien es considerado por los especialistas como el creador de la técnica de figuras rojas alrededor de 530 a. C.
La obra de Andócides es comparada con la de Exequias, quien se dice que creó los mejores y más detallados ejemplos de cerámica de figuras negras. Se afirma que este último fue el maestro de Andócides. Aunque la labor de Andócides y su pintor es considerada inferior a la de Exequias, la invención de la técnica de figuras rojas fue una importante innovación. El trabajo más renombrado de Andócides es el ánfora que representa al dios Dioniso y dos de sus ménades